# Gavino Contini

Gavino Contini (en sardo Gavinu Còntene)  (Siligo, provincia de Sassari, Cerdeña 12 de diciembre de 1855- 24 de julio de 1915) fue un poeta extemporáneo italiano en lengua sarda. 
Es considerado por muchos el más grande poeta extemporáneo de Cerdeña, fue sin duda el más amado.

## Notas biográficas

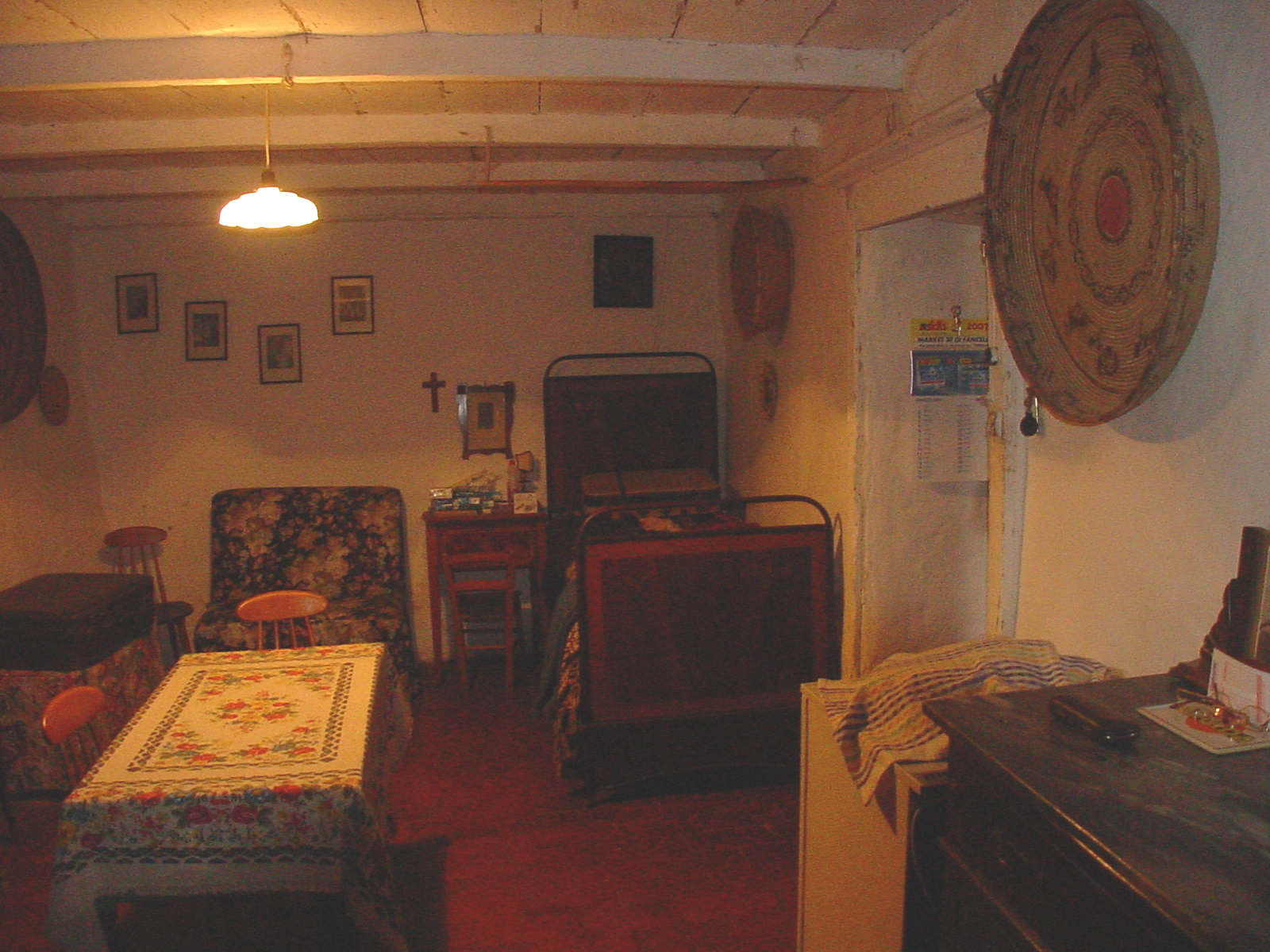
Siligo. Interior de la casa del poeta.